# Південний Судан на літніх Олімпійських іграх 2016
Південний Судан на літніх Олімпійських іграх 2016 — перша в історії участь Південного Судану в літніх Олімпійських іграх 2016 року, що проходять з 5 по 21 серпня в Ріо-де-Жанейро, Бразилія.
Міжнародна асоціація легкоатлетичних федерацій видала Південному Судану дві ліцензії на участь в Іграх атлетів (чоловіки і жінки).
Жодної медалі олімпійці Південного Судану не завоювали. 

## Спортсмени
| Дисципліна     | Чоловіки | Жінки | Разом |
| -------------- | -------- | ----- | ----- |
| Легка атлетика | 1        | 2     | 3     |
| Разом          | 1        | 2     | 3     |

## Легка атлетика
Легенда
- Note – для трекових дисциплін місце вказане лише для забігу, в якому взяв участь спортсмен
- PB = Особистий рекорд
- N/A = Коло відсутнє у цій дисципліні

Трекові і шосейні дисципліни
| Спортсмен      | Дисципліна                    | Попередній забіг | Попередній забіг | Півфінал         | Півфінал         | Фінал            | Фінал            |
| Спортсмен      | Дисципліна                    | Результат        | Місце            | Результат        | Місце            | Результат        | Місце            |
| -------------- | ----------------------------- | ---------------- | ---------------- | ---------------- | ---------------- | ---------------- | ---------------- |
| Сантіно Кеній  | біг на 1500 метрів (чоловіки) | 3:45.27          | 12               | Завершив виступ  | Завершив виступ  | Завершив виступ  | Завершив виступ  |
| Гуор Маріал    | марафонський біг (чоловіки)   | Н/Д              | Н/Д              | Н/Д              | Н/Д              | 2:22:45          | 82               |
| Маргрет Хассан | біг на 200 метрів (жінки)     | 26.99 PB         | 8                | Завершила виступ | Завершила виступ | Завершила виступ | Завершила виступ |